# Средняя Калитниковская улица
Сре́дняя Калитнико́вская у́лица — улица в центре Москвы в Таганском и Нижегородском районах от Нижегородского переулка.

## История
Калитниковские улицы (Большая, Малая, Средняя) изначально назывались Александровскими — по находившейся здесь Александровской слободе. В 1922 году они были переименованы по Калитниковскому кладбищу, основанному в 1771 году. Кладбище получило название по местности Калитники, где жили калитники — мастера, делавшие кожаные сумки и кошели (калиты).

## Описание
Средняя Калитниковская улица состоит из двух участков, разделённых Октябрьским трамвайным депо. Начинается от Нижегородского переулка и проходит на восток почти параллельно Большой Калитниковской, пересекает Воловью улицу и Малый Калитниковский проезд, справа к ней примыкает Большой Калитниковский проезд, затем улица выходит к Калитниковскому пруду, где прерывается. Второй участок улицы начинается за Октябрьским трамвайным депо и Новоконной площадью от Чесменской улицы, пересекает Скотопрогонную улицу, слева к ней примыкает Боенский проезд, а справа — Карачаровская улица, далее выходит к Третьему транспортному кольцу (выезда на него нет) и проходит вдоль внутренней стороны магистрали до Автомобильного проезда.

## Здания и сооружения
По нечётной стороне:
- Дом 9/11 — открытая школа №88 (Государственное образовательное учреждение города Москвы открытая (сменная) общеобразовательная школа №88);
- Дом 29 — психоневрологический диспансер № 11;
- Дом 31 — УВД ЦАО Москвы;

По чётной стороне:
- Дом 22, стр. 1 — школа им. В. В. Талалихина № 480;
- Дом 30 — Московская государственная академия коммунального хозяйства и строительства;
- Дом 32 — Московская городская радиотрансляционная сеть Москвы, филиал Центр экспериментального производства радиофикации.